# リデコ
リデコ (英語: redeco, re-deco) は、既存の玩具を再発売する際に装飾や彩色を変更すること、またはそうして出来た商品。リデコレート (redecorate, re-decorate) の略。日本ではリデコレーション (redecoration, re-decoration) の略と認識されることが多い。reは「再び」という意味の接頭辞、decorateは「装飾する」という意味の動詞、decorationは「装飾」という意味の名詞である。
本稿では、近い意味を持つリカラー (アメリカ英語: recolor, re-color / イギリス英語: recolour, re-colour) およびリペイント (英語: repaint, re-paint) についても併せて記述する。

## 概要
玩具を再発売する際、部品を一部変更または追加したり、色を変更したりすることをリデコと呼ぶ。この手法は、フィギュアやプラモデル等、あらゆる玩具で用いることが可能である。再発売としてではなく、商品名をも変更し新商品として発売される場合もある。
変更が、成型色や塗装のみの場合はリカラー、その中でも塗装のみの場合はリペイントとも呼ばれる。

## 利点
- 商品開発を行う際、完全新規の金型を製作する費用や手間を省くことができる。
- 消費者やコレクターの購買意欲を再度喚起させることができる。
- デザイナーによる更新されたイメージに、商品を追随させることができる。

## 例
- 『トランスフォーマー』シリーズに登場するキャラクター、スタースクリームのフィギュアはサンダークラッカーやスカイワープとしてしばしばリデコされる。同様に、コンボイはウルトラマグナスやネメシスプライムとして、メガトロンはガルバトロンとしてしばしばリデコされる。
- 『トランスフォーマー』シリーズに登場するキャラクター、オメガ・スプリームのフィギュアはかつてトイボックス社が発売した玩具「スーパーチェンジロボ メカボット-1」のリカラーである。
- 日本でも流行したマクファーレン・トイズ (McFarlane Toys) 製のアクションフィギュアシリーズ『スポーン』は、リデコもまた人気の一因となっていたことが当時刊行された解説書籍から判る。